# Subtahsil de Chagai
El subtahsil de Chagai és una subdivisió administrativa del districte de Chagai, a la província de Balutxistan, al Pakistan. Es va crear el 1900 amb una superfície de 18.863 km² i una població de 4.933 habitants. En depenia el territori nòmada de Western Sinjrani. El subtahsil tenia 22 pobles i la capital era a Dalbandin (fins al 1978) i després a Yakmach.